# Liste der Monuments historiques in Vieilley
Die Liste der Monuments historiques in Vieilley führt die Monuments historiques in der französischen Gemeinde Vieilley auf.

## Liste der Objekte
| Bezeichnung                          | Beschreibung | Standort                      | Kennzeichnung | Schutzstatus | Datum | Bild |
| ------------------------------------ | --- | ----------------------------- | ------------- | ------------ | ----- | ---- |
| Chorschranke                         | Schmiedeeisen, 18. Jahrhundert                                                                                                 | in der Kirche St-Léger (Lage) | PM25001420    | Classé       | 1981  |      |
| Kanzel                               | Holz, 18. Jahrhundert | in der Kirche St-Léger (Lage) | PM25001421    | Classé       | 1981  |      |
| Beichtstuhl                          | Holz, Ende des 18. Jahrhunderts                                                                                                | in der Kirche St-Léger (Lage) | PM25001422    | Classé       | 1981  |      |
| Gittertür                            | Schmiedeeisen, 18. Jahrhundert                                                                                                 | in der Kirche St-Léger (Lage) | PM25001423    | Classé       | 1981  |      |
| Hauptaltar                           | Altartisch, Tabernakel, Retabel und Gemälde; Holz, farbig gefasst und vergoldet, Ölfarbe auf Leinwand, 18. und 19. Jahrhundert | in der Kirche St-Léger (Lage) | PM25001733    | Classé       | 1981  |      |
| Josefsaltar                          | rechter Seitenaltar; Altartisch und Retabel; Holz, farbig gefasst, 19. Jahrhundert                                             | in der Kirche St-Léger (Lage) | PM25002443    | Inscrit      | 1980  |      |
| Marienaltar                          | linker Seitenaltar; Altartisch und Retabel; Holz, farbig gefasst, 19. Jahrhundert                                              | in der Kirche St-Léger (Lage) | PM25002444    | Inscrit      | 1980  |      |
| Taufbecken                           | mit Retabel; Marmor, Holz, 18. und 19. Jahrhundert                                                                             | in der Kirche St-Léger (Lage) | PM25002445    | Inscrit      | 1980  |      |
| Zwei Statuenreliquiare von Bischöfen | Holz, farbig gefasst, 18. Jahrhundert                                                                                          | in der Kirche St-Léger (Lage) | PM25002446    | Inscrit      | 1980  |      |
| Glocke Marguerite-Simone             | Bronze, 1777 gegossen; aus Orchamps                                                                                            | in der Kirche St-Léger (Lage) | PM25001419    | Classé       | 1942  |      |